# Sancta simplicitas
Sancta simplicitas este un film românesc din 1968 regizat de Bogdan Mihăilescu.